# Eragrostis tremula
Eragrostis tremula är en gräsart som beskrevs av Ferdinand von Hochstetter och Ernst Gottlieb von Steudel. Eragrostis tremula ingår i släktet kärleksgrässläktet, och familjen gräs. Inga underarter finns listade i Catalogue of Life.